# Lochnagar (Neuseeland)
Der Lochnagar ist ein Gebirgssee in der Region Otago auf der Südinsel von Neuseeland.

## Geographie
Der See befindet sich in den Richardson Mountains rund 32 km westlich vom Lake Wānaka und zählt damit administrativ zum Queenstown-Lakes District. Mit einer Seefläche von rund 2,5 km² erstreckt sich der Lochnagar, dessen Wasserspiegel sich auf einer Höhe von 1083 m bewegt, über eine Länge von rund 3,2 km in Westnordwest-Ostsüdost-Richtung. An seiner breitesten Stelle misst der See rund 1,2 km. Sein Volumen wurde von Wissenschaftler auf rund 100 Millionen Kubikmeter Wasser geschätzt.
Der See ist von bis zu 2316 m hohen Bergen und Gipfeln umringt, von denen der Höchste ebenfalls als Lochnagar bezeichnet wird, vermutlich in Anlehnung an den 1155 m hohen Berg Lochnagar in den schottischen Highlands.
Die Entwässerung des Sees findet durch Versickerung statt und füllt den unterhalb des Sees gebildeten Lake Creek.

## Bergrutsch
Das südliche Ende des Sees wird durch Bergmaterial abgeschlossen, dass vor ca. 1000 Jahren durch einen Bergrutsch von den bis zu 1780 m hohen Bergen am südöstlichen Ende des Sees abgegangen ist. Der durch den Bergrutsch gebildete Damm verfügt über ein Volumen von 690 Millionen Kubikmeter Bergmaterial, das sich auf einer Länge von rund 2,1 km und einer Breite von rund 2 km auf eine Höhe von rund 340 m auftürmte. Der Abfluss des Sees findet aus diesem Grund nicht mehr oberirdisch statt, sondern durch Versickerung durch den Damm, was die Stabilität des Damms gefährden könnte. Sollte der Damm einmal brechen, was derzeit von den Wissenschaftlern nicht abzuschätzen ist, hätte dies schwerwiegende Folgen für die Landschaft und dort lebenden Menschen, flussabwärts des Shotover River und vielleicht darüber hinaus.